# Eleições autárquicas portuguesas de 1982 no distrito de Viseu
| Eleições autárquicas portuguesas de 1982 Distritos: Aveiro \| Beja \| Braga \| Bragança \| Castelo Branco \| Coimbra \| Évora \| Faro \| Guarda \| Leiria \| Lisboa \| Portalegre \| Porto \| Santarém \| Setúbal \| Viana do Castelo \| Vila Real \| Viseu \| Açores \| Madeira |

## Resultados por concelho
Os resultados nos concelhos do distrito de Viseu foram os seguintes:

### Armamar
| Partido                 | Partido                   | Votos | %               | +/-  | Vereadores | +/-     |
| ----------------------- | ------------------------- | ----- | --------------- | ---- | ---------- | ------- |
|                         | Centro Democrático Social | 2 018 | 44,02 / 100,00  | -    | 3 / 5      | -       |
|                         | Partido Social Democrata  | 1 640 | 35,78 / 100,00  | -    | 2 / 5      | -       |
|                         | Partido Socialista        | 346   | 7,55 / 100,00   | 8,81 | 0 / 5      | 1       |
|                         | Aliança Povo Unido        | 177   | 3,86 / 100,00   | 1,55 | 0 / 5      | Estável |
|                         | União Democrática Popular | 91    | 1,99 / 100,00   | 0,07 | 0 / 5      | Estável |
|                         | OCMLP                     | 46    | 1,00 / 100,00   | Novo | 0 / 5      | Novo    |
| Votos Inválidos         | Votos Inválidos           | 266   | 5,80 / 100,00   | 3,37 |            |         |
| Total                   | Total                     | 4 584 | 100,00 / 100,00 |      | 5 / 5      |         |
| Eleitorado/Participação | Eleitorado/Participação   | 6 559 | 69,89 / 100,00  | 0,25 |            |         |

### Carregal do Sal
| Partido                 | Partido                   | Votos | %               | +/-  | Vereadores | +/-     |
| ----------------------- | ------------------------- | ----- | --------------- | ---- | ---------- | ------- |
|                         | Partido Social Democrata  | 2 798 | 56,04 / 100,00  | -    | 3 / 5      | -       |
|                         | Centro Democrático Social | 909   | 18,21 / 100,00  | -    | 1 / 5      | -       |
|                         | Partido Socialista        | 863   | 17,28 / 100,00  | 0,15 | 1 / 5      | Estável |
|                         | Aliança Povo Unido        | 207   | 4,15 / 100,00   | 0,68 | 0 / 5      | Estável |
| Votos Inválidos         | Votos Inválidos           | 216   | 4,32 / 100,00   | 1,99 |            |         |
| Total                   | Total                     | 4 993 | 100,00 / 100,00 |      | 5 / 5      |         |
| Eleitorado/Participação | Eleitorado/Participação   | 8 402 | 59,43 / 100,00  | 4,23 |            |         |

### Castro Daire
| Partido                 | Partido                   | Votos  | %               | +/-   | Vereadores | +/-     |
| ----------------------- | ------------------------- | ------ | --------------- | ----- | ---------- | ------- |
|                         | Partido Social Democrata  | 5 826  | 61,55 / 100,00  | 5,75  | 5 / 7      | 1       |
|                         | Centro Democrático Social | 1 776  | 18,76 / 100,00  | -     | 1 / 7      | -       |
|                         | Partido Socialista        | 1 057  | 11,17 / 100,00  | 10,79 | 1 / 7      | Estável |
|                         | Aliança Povo Unido        | 263    | 2,78 / 100,00   | 1,64  | 0 / 7      | Estável |
| Votos Inválidos         | Votos Inválidos           | 543    | 5,74 / 100,00   | 1,68  |            |         |
| Total                   | Total                     | 9 465  | 100,00 / 100,00 |       | 7 / 7      |         |
| Eleitorado/Participação | Eleitorado/Participação   | 14 737 | 64,23 / 100,00  | 2,80  |            |         |

### Cinfães
| Partido                 | Partido                   | Votos  | %               | +/-   | Vereadores | +/-     |
| ----------------------- | ------------------------- | ------ | --------------- | ----- | ---------- | ------- |
|                         | Partido Socialista        | 4 395  | 40,56 / 100,00  | 18,18 | 3 / 7      | 1       |
|                         | Partido Social Democrata  | 3 346  | 30,88 / 100,00  | 14,58 | 2 / 7      | 2       |
|                         | Centro Democrático Social | 2 338  | 21,57 / 100,00  | 0,69  | 2 / 7      | 1       |
|                         | Aliança Povo Unido        | 268    | 2,47 / 100,00   | 4,25  | 0 / 7      | Estável |
| Votos Inválidos         | Votos Inválidos           | 490    | 4,53 / 100,00   | 0,03  |            |         |
| Total                   | Total                     | 10 837 | 100,00 / 100,00 |       | 7 / 7      |         |
| Eleitorado/Participação | Eleitorado/Participação   | 18 233 | 59,44 / 100,00  | 6,69  |            |         |

### Lamego
| Partido                 | Partido                      | Votos  | %               | +/-   | Vereadores | +/-     |
| ----------------------- | ---------------------------- | ------ | --------------- | ----- | ---------- | ------- |
|                         | Partido Social Democrata     | 5 540  | 35,89 / 100,00  | 12,41 | 3 / 7      | 1       |
|                         | Partido Socialista           | 3 760  | 24,36 / 100,00  | 1,00  | 2 / 7      | Estável |
|                         | Centro Democrático Social    | 3 723  | 24,12 / 100,00  | 5,27  | 2 / 7      | 1       |
|                         | Partido da Democracia Cristã | 849    | 5,50 / 100,00   | -     | 0 / 7      | -       |
|                         | Aliança Povo Unido           | 787    | 5,10 / 100,00   | 0,80  | 0 / 7      | Estável |
| Votos Inválidos         | Votos Inválidos              | 778    | 5,04 / 100,00   | 1,45  |            |         |
| Total                   | Total                        | 15 437 | 100,00 / 100,00 |       | 7 / 7      |         |
| Eleitorado/Participação | Eleitorado/Participação      | 22 554 | 68,44 / 100,00  | 1,54  |            |         |

### Mangualde
| Partido                 | Partido                   | Votos  | %               | +/-   | Vereadores | +/-     |
| ----------------------- | ------------------------- | ------ | --------------- | ----- | ---------- | ------- |
|                         | Partido Socialista        | 5 015  | 45,41 / 100,00  | 18,43 | 4 / 7      | 2       |
|                         | Partido Social Democrata  | 3 353  | 30,36 / 100,00  | 3,49  | 2 / 7      | Estável |
|                         | Centro Democrático Social | 1 746  | 15,81 / 100,00  | 10,81 | 1 / 7      | 1       |
|                         | Aliança Povo Unido        | 564    | 5,11 / 100,00   | 11,47 | 0 / 7      | 1       |
| Votos Inválidos         | Votos Inválidos           | 366    | 3,31 / 100,00   | 0,36  |            |         |
| Total                   | Total                     | 11 044 | 100,00 / 100,00 |       | 7 / 7      |         |
| Eleitorado/Participação | Eleitorado/Participação   | 15 912 | 69,41 / 100,00  | 4,53  |            |         |

### Moimenta da Beira
| Partido                 | Partido                   | Votos | %               | +/-  | Vereadores | +/-     |
| ----------------------- | ------------------------- | ----- | --------------- | ---- | ---------- | ------- |
|                         | Partido Social Democrata  | 2 458 | 38,96 / 100,00  | 0,08 | 3 / 5      | 1       |
|                         | Centro Democrático Social | 2 444 | 38,74 / 100,00  | 4,50 | 2 / 5      | Estável |
|                         | Partido Socialista        | 731   | 11,59 / 100,00  | 3,92 | 0 / 5      | 1       |
|                         | Aliança Povo Unido        | 345   | 5,47 / 100,00   | 1,30 | 0 / 5      | Estável |
| Votos Inválidos         | Votos Inválidos           | 331   | 5,24 / 100,00   | 0,80 |            |         |
| Total                   | Total                     | 6 309 | 100,00 / 100,00 |      | 5 / 5      |         |
| Eleitorado/Participação | Eleitorado/Participação   | 9 076 | 69,51 / 100,00  | 4,78 |            |         |

### Mortágua
| Partido                 | Partido                  | Votos | %               | +/-   | Vereadores | +/-     |
| ----------------------- | ------------------------ | ----- | --------------- | ----- | ---------- | ------- |
|                         | Partido Social Democrata | 2 815 | 55,98 / 100,00  | 9,27  | 3 / 5      | 1       |
|                         | Partido Socialista       | 1 785 | 35,49 / 100,00  | 12,29 | 2 / 5      | 1       |
|                         | Aliança Povo Unido       | 214   | 4,26 / 100,00   | 4,29  | 0 / 5      | Estável |
| Votos Inválidos         | Votos Inválidos          | 215   | 4,28 / 100,00   | 1,29  |            |         |
| Total                   | Total                    | 5 029 | 100,00 / 100,00 |       | 5 / 5      |         |
| Eleitorado/Participação | Eleitorado/Participação  | 8 674 | 57,98 / 100,00  | 1,83  |            |         |

### Nelas
| Partido                 | Partido                   | Votos  | %               | +/-   | Vereadores | +/-     |
| ----------------------- | ------------------------- | ------ | --------------- | ----- | ---------- | ------- |
|                         | Partido Socialista        | 3 339  | 46,21 / 100,00  | 12,28 | 4 / 7      | 1       |
|                         | Aliança Democrática       | 2 882  | 39,89 / 100,00  | 13,93 | 3 / 7      | 1       |
|                         | Aliança Povo Unido        | 485    | 6,71 / 100,00   | 1,17  | 0 / 7      | Estável |
|                         | União Democrática Popular | 167    | 2,31 / 100,00   | 1,20  | 0 / 7      | Estável |
| Votos Inválidos         | Votos Inválidos           | 352    | 4,87 / 100,00   | 2,51  |            |         |
| Total                   | Total                     | 7 225  | 100,00 / 100,00 |       | 7 / 7      |         |
| Eleitorado/Participação | Eleitorado/Participação   | 10 972 | 65,85 / 100,00  | 0,76  |            |         |

### Oliveira de Frades
| Partido                 | Partido                   | Votos | %               | +/-  | Vereadores | +/-     |
| ----------------------- | ------------------------- | ----- | --------------- | ---- | ---------- | ------- |
|                         | Partido Social Democrata  | 3 879 | 64,65 / 100,00  | -    | 4 / 5      | -       |
|                         | Centro Democrático Social | 1 219 | 20,32 / 100,00  | -    | 1 / 5      | -       |
|                         | Partido Socialista        | 671   | 11,18 / 100,00  | 3,04 | 0 / 5      | Estável |
|                         | Aliança Povo Unido        | 97    | 1,62 / 100,00   | 3,07 | 0 / 5      | Estável |
| Votos Inválidos         | Votos Inválidos           | 134   | 2,24 / 100,00   | 0,71 |            |         |
| Total                   | Total                     | 6 000 | 100,00 / 100,00 |      | 5 / 5      |         |
| Eleitorado/Participação | Eleitorado/Participação   | 7 787 | 77,05 / 100,00  | 5,85 |            |         |

### Penalva do Castelo
| Partido                 | Partido                   | Votos | %               | +/-   | Vereadores | +/-     |
| ----------------------- | ------------------------- | ----- | --------------- | ----- | ---------- | ------- |
|                         | Centro Democrático Social | 2 219 | 44,01 / 100,00  | 22,20 | 3 / 5      | 1       |
|                         | Partido Social Democrata  | 1 209 | 23,98 / 100,00  | -     | 1 / 5      | -       |
|                         | Partido Socialista        | 1 175 | 23,30 / 100,00  | 0,14  | 1 / 5      | Estável |
|                         | Aliança Povo Unido        | 136   | 2,70 / 100,00   | 2,73  | 0 / 5      | Estável |
| Votos Inválidos         | Votos Inválidos           | 303   | 6,01 / 100,00   | 1,08  |            |         |
| Total                   | Total                     | 5 042 | 100,00 / 100,00 |       | 5 / 5      |         |
| Eleitorado/Participação | Eleitorado/Participação   | 7 498 | 67,24 / 100,00  | 5,13  |            |         |

### Penedono
| Partido                 | Partido                 | Votos | %               | +/-   | Vereadores | +/-     |
| ----------------------- | ----------------------- | ----- | --------------- | ----- | ---------- | ------- |
|                         | Aliança Democrática     | 1 390 | 63,24 / 100,00  | 9,59  | 4 / 5      | 1       |
|                         | Partido Socialista      | 569   | 25,89 / 100,00  | 11,00 | 1 / 5      | 1       |
|                         | Aliança Povo Unido      | 105   | 4,78 / 100,00   | 0,64  | 0 / 5      | Estável |
| Votos Inválidos         | Votos Inválidos         | 134   | 6,10 / 100,00   | 2,07  |            |         |
| Total                   | Total                   | 2 198 | 100,00 / 100,00 |       | 5 / 5      |         |
| Eleitorado/Participação | Eleitorado/Participação | 3 016 | 72,88 / 100,00  | 2,75  |            |         |

### Resende
| Partido                 | Partido                   | Votos  | %               | +/-  | Vereadores | +/-     |
| ----------------------- | ------------------------- | ------ | --------------- | ---- | ---------- | ------- |
|                         | Partido Social Democrata  | 4 342  | 64,49 / 100,00  | 1,98 | 5 / 7      | 1       |
|                         | Centro Democrático Social | 952    | 14,14 / 100,00  | 7,18 | 1 / 7      | 1       |
|                         | Partido Socialista        | 837    | 12,43 / 100,00  | 6,90 | 1 / 7      | Estável |
|                         | Aliança Povo Unido        | 237    | 3,52 / 100,00   | 0,92 | 0 / 7      | Estável |
| Votos Inválidos         | Votos Inválidos           | 365    | 5,42 / 100,00   | 0,78 |            |         |
| Total                   | Total                     | 6 733  | 100,00 / 100,00 |      | 7 / 7      | 2       |
| Eleitorado/Participação | Eleitorado/Participação   | 10 492 | 64,17 / 100,00  | 3,92 |            |         |

### Santa Comba Dão
| Partido                 | Partido                 | Votos | %               | +/-  | Vereadores | +/-     |
| ----------------------- | ----------------------- | ----- | --------------- | ---- | ---------- | ------- |
|                         | Aliança Democrática     | 3 757 | 54,36 / 100,00  | 5,73 | 3 / 5      | Estável |
|                         | Partido Socialista      | 2 722 | 39,39 / 100,00  | 7,75 | 2 / 5      | Estável |
|                         | Aliança Povo Unido      | 133   | 1,92 / 100,00   | 0,06 | 0 / 5      | Estável |
| Votos Inválidos         | Votos Inválidos         | 299   | 4,33 / 100,00   | 1,96 |            |         |
| Total                   | Total                   | 6 911 | 100,00 / 100,00 |      | 5 / 5      |         |
| Eleitorado/Participação | Eleitorado/Participação | 9 657 | 71,56 / 100,00  | 1,83 |            |         |

### São João da Pesqueira
| Partido                 | Partido                   | Votos | %               | +/-   | Vereadores | +/-     |
| ----------------------- | ------------------------- | ----- | --------------- | ----- | ---------- | ------- |
|                         | Centro Democrático Social | 2 359 | 48,81 / 100,00  | 15,51 | 3 / 5      | 1       |
|                         | Partido Socialista        | 1 235 | 25,55 / 100,00  | -     | 2 / 5      | -       |
|                         | Partido Social Democrata  | 519   | 10,74 / 100,00  | 9,90  | 0 / 5      | 1       |
|                         | Aliança Povo Unido        | 303   | 6,27 / 100,00   | 2,31  | 0 / 5      | Estável |
| Votos Inválidos         | Votos Inválidos           | 417   | 8,63 / 100,00   | 2,17  |            |         |
| Total                   | Total                     | 4 833 | 100,00 / 100,00 |       | 5 / 5      |         |
| Eleitorado/Participação | Eleitorado/Participação   | 7 216 | 66,98 / 100,00  | 3,22  |            |         |

### São Pedro do Sul
| Partido                 | Partido                   | Votos  | %               | +/-  | Vereadores | +/-     |
| ----------------------- | ------------------------- | ------ | --------------- | ---- | ---------- | ------- |
|                         | Partido Social Democrata  | 4 955  | 44,44 / 100,00  | 1,37 | 4 / 7      | Estável |
|                         | Partido Socialista        | 2 627  | 23,56 / 100,00  | 3,17 | 2 / 7      | 1       |
|                         | Centro Democrático Social | 2 071  | 18,57 / 100,00  | 0,14 | 1 / 7      | Estável |
|                         | Aliança Povo Unido        | 1 065  | 9,55 / 100,00   | 2,27 | 0 / 7      | 1       |
| Votos Inválidos         | Votos Inválidos           | 432    | 3,88 / 100,00   | 0,32 |            |         |
| Total                   | Total                     | 11 150 | 100,00 / 100,00 |      | 7 / 7      |         |
| Eleitorado/Participação | Eleitorado/Participação   | 15 795 | 70,59 / 100,00  | 0,60 |            |         |

### Sátão
| Partido                 | Partido                   | Votos | %               | +/-   | Vereadores | +/-     |
| ----------------------- | ------------------------- | ----- | --------------- | ----- | ---------- | ------- |
|                         | Centro Democrático Social | 3 021 | 44,60 / 100,00  | 33,13 | 3 / 5      | 1       |
|                         | Partido Social Democrata  | 2 827 | 41,74 / 100,00  | -     | 2 / 5      | -       |
|                         | Partido Socialista        | 654   | 9,66 / 100,00   | 6,75  | 0 / 5      | 1       |
|                         | Aliança Povo Unido        | 70    | 1,03 / 100,00   | 1,35  | 0 / 5      | Estável |
| Votos Inválidos         | Votos Inválidos           | 201   | 2,96 / 100,00   | 0,52  |            |         |
| Total                   | Total                     | 6 773 | 100,00 / 100,00 |       | 5 / 5      |         |
| Eleitorado/Participação | Eleitorado/Participação   | 9 476 | 71,48 / 100,00  | 0,77  |            |         |

### Sernancelhe
| Partido                 | Partido                   | Votos | %               | +/-   | Vereadores | +/-     |
| ----------------------- | ------------------------- | ----- | --------------- | ----- | ---------- | ------- |
|                         | Centro Democrático Social | 2 553 | 64,18 / 100,00  | 15,54 | 4 / 5      | 1       |
|                         | Partido Social Democrata  | 1 006 | 25,29 / 100,00  | -     | 1 / 5      | -       |
|                         | Partido Socialista        | 173   | 4,35 / 100,00   | 11,15 | 0 / 5      | Estável |
|                         | Aliança Povo Unido        | 60    | 1,51 / 100,00   | 0,09  | 0 / 5      | Estável |
| Votos Inválidos         | Votos Inválidos           | 186   | 4,68 / 100,00   | 1,32  |            |         |
| Total                   | Total                     | 3 978 | 100,00 / 100,00 |       | 5 / 5      |         |
| Eleitorado/Participação | Eleitorado/Participação   | 5 466 | 72,78 / 100,00  | 1,90  |            |         |

### Tabuaço
| Partido                 | Partido                   | Votos | %               | +/-   | Vereadores | +/-     |
| ----------------------- | ------------------------- | ----- | --------------- | ----- | ---------- | ------- |
|                         | Centro Democrático Social | 2 396 | 53,55 / 100,00  | 6,71  | 3 / 5      | 1       |
|                         | Partido Social Democrata  | 1 664 | 37,19 / 100,00  | 15,23 | 2 / 5      | 1       |
|                         | Aliança Povo Unido        | 109   | 2,44 / 100,00   | 4,11  | 0 / 5      | Estável |
| Votos Inválidos         | Votos Inválidos           | 305   | 5,82 / 100,00   | 1,45  |            |         |
| Total                   | Total                     | 4 474 | 100,00 / 100,00 |       | 5 / 5      |         |
| Eleitorado/Participação | Eleitorado/Participação   | 6 058 | 73,85 / 100,00  | 2,65  |            |         |

### Tarouca
| Partido                 | Partido                 | Votos | %               | +/-   | Vereadores | +/-     |
| ----------------------- | ----------------------- | ----- | --------------- | ----- | ---------- | ------- |
|                         | Aliança Democrática     | 2 388 | 62,03 / 100,00  | 3,28  | 4 / 5      | Estável |
|                         | Partido Socialista      | 764   | 19,84 / 100,00  | 15,24 | 1 / 5      | 1       |
|                         | Aliança Povo Unido      | 500   | 12,99 / 100,00  | 13,37 | 0 / 5      | 1       |
| Votos Inválidos         | Votos Inválidos         | 198   | 5,14 / 100,00   | 1,41  |            |         |
| Total                   | Total                   | 3 850 | 100,00 / 100,00 |       | 5 / 5      |         |
| Eleitorado/Participação | Eleitorado/Participação | 6 262 | 61,48 / 100,00  | 11,18 |            |         |

### Tondela
| Partido                 | Partido                   | Votos  | %               | +/-  | Vereadores | +/-     |
| ----------------------- | ------------------------- | ------ | --------------- | ---- | ---------- | ------- |
|                         | Centro Democrático Social | 7 085  | 38,50 / 100,00  | 4,56 | 3 / 7      | Estável |
|                         | Partido Social Democrata  | 6 542  | 35,55 / 100,00  | 1,16 | 3 / 7      | Estável |
|                         | Partido Socialista        | 3 213  | 17,46 / 100,00  | 5,41 | 1 / 7      | Estável |
|                         | Aliança Povo Unido        | 689    | 3,74 / 100,00   | 0,50 | 0 / 7      | Estável |
| Votos Inválidos         | Votos Inválidos           | 875    | 4,75 / 100,00   | 0,80 |            |         |
| Total                   | Total                     | 18 404 | 100,00 / 100,00 |      | 7 / 7      |         |
| Eleitorado/Participação | Eleitorado/Participação   | 26 555 | 69,31 / 100,00  | 3,39 |            |         |

### Vila Nova de Paiva
| Partido                 | Partido                   | Votos | %               | +/-  | Vereadores | +/-     |
| ----------------------- | ------------------------- | ----- | --------------- | ---- | ---------- | ------- |
|                         | Centro Democrático Social | 1 154 | 34,62 / 100,00  | 0,20 | 2 / 5      | Estável |
|                         | Partido Social Democrata  | 1 104 | 33,12 / 100,00  | 5,70 | 2 / 5      | Estável |
|                         | Partido Socialista        | 843   | 25,29 / 100,00  | 8,33 | 1 / 5      | Estável |
|                         | Aliança Povo Unido        | 47    | 1,41 / 100,00   | 0,89 | 0 / 5      | Estável |
| Votos Inválidos         | Votos Inválidos           | 185   | 5,55 / 100,00   | 1,20 |            |         |
| Total                   | Total                     | 3 333 | 100,00 / 100,00 |      | 5 / 5      |         |
| Eleitorado/Participação | Eleitorado/Participação   | 4 789 | 69,60 / 100,00  | 2,42 |            |         |

### Viseu
| Partido                 | Partido                    | Votos  | %               | +/-  | Vereadores | +/-     |
| ----------------------- | -------------------------- | ------ | --------------- | ---- | ---------- | ------- |
|                         | Partido Social Democrata   | 14 512 | 35,79 / 100,00  | 3,16 | 4 / 9      | 1       |
|                         | Centro Democrático Social  | 12 453 | 30,71 / 100,00  | 6,81 | 3 / 9      | 1       |
|                         | Partido Socialista         | 8 652  | 21,34 / 100,00  | 0,57 | 2 / 9      | Estável |
|                         | Aliança Povo Unido         | 1 518  | 3,74 / 100,00   | 0,82 | 0 / 9      | Estável |
|                         | Partido Popular Monárquico | 1 023  | 2,52 / 100,00   | -    | 0 / 9      | -       |
|                         | União Democrática Popular  | 539    | 1,33 / 100,00   | 0,78 | 0 / 9      | Estável |
| Votos Inválidos         | Votos Inválidos            | 1 856  | 4,58 / 100,00   | 1,85 |            |         |
| Total                   | Total                      | 40 553 | 100,00 / 100,00 |      | 9 / 9      |         |
| Eleitorado/Participação | Eleitorado/Participação    | 58 895 | 68,86 / 100,00  | 0,56 |            |         |

### Vouzela
| Partido                 | Partido                   | Votos | %               | +/-   | Vereadores | +/-     |
| ----------------------- | ------------------------- | ----- | --------------- | ----- | ---------- | ------- |
|                         | Partido Social Democrata  | 2 534 | 36,27 / 100,00  | 15,29 | 2 / 5      | 2       |
|                         | Partido Socialista        | 2 059 | 29,47 / 100,00  | 17,28 | 2 / 5      | 2       |
|                         | Centro Democrático Social | 1 820 | 26,05 / 100,00  | 2,81  | 1 / 5      | Estável |
|                         | Aliança Povo Unido        | 279   | 3,99 / 100,00   | 5,85  | 0 / 5      | Estável |
| Votos Inválidos         | Votos Inválidos           | 295   | 4,22 / 100,00   | 1,05  |            |         |
| Total                   | Total                     | 6 987 | 100,00 / 100,00 |       | 5 / 5      |         |
| Eleitorado/Participação | Eleitorado/Participação   | 9 859 | 70,87 / 100,00  | 0,45  |            |         |